# Iphiaulax intactus
Iphiaulax intactus är en stekelart som beskrevs av Cameron 1912. Iphiaulax intactus ingår i släktet Iphiaulax och familjen bracksteklar. Inga underarter finns listade i Catalogue of Life.